# Eric Parrado
Eric Parrado Herrera (Antofagasta, 20 de junio de 1970) es un economista, académico, investigador y consultor chileno. Fue Superintendente de Bancos e Instituciones Financieras de Chile durante el segundo Gobierno de Michelle Bachelet. Ha sido consultor para los bancos centrales de Bolivia, China, República Dominicana, El Salvador, Guatemala, Kenia y de los gobiernos de Colombia, Mongolia, Nigeria y Panamá, entre otros.

## Formación
Ingeniero comercial de la Universidad de Chile, máster en Economía y Ph.D. de la Universidad de Nueva York (2000).

## Carrera profesional
Desde el 11 de marzo de 2014 y hasta el 13 de mayo de 2018 fue Superintendente de Bancos e Instituciones Financieras. Antes de asumir el cargo fue consultor del Fondo Monetario Internacional (FMI), el Banco Mundial y del Banco Interamericano de Desarrollo (BID), como de algunos gobiernos, bancos centrales y empresas en asuntos financieros internacionales, gestión de activos y política monetaria. Fue profesor asociado de la Universidad Adolfo Ibáñez
Entre 2011 y hasta marzo de 2014 fue Consejero del Comité Financiero que asesora al Ministerio de Hacienda de Chile acerca de la política de inversión de los Fondos Soberanos de Chile.
En el primer período de Michelle Bachelet fue coordinador de Finanzas Internacionales del Ministerio de Hacienda entre septiembre de 2007 y mayo de 2010. Anteriormente fue economista Senior y Gerente de Estabilidad Financiera del Banco Central de Chile.
Desde junio de 2018 es docente en ESE Business School de la Universidad de Los Andes y profesor visitante de la Blavatnik School of Government de la Universidad de Oxford y de la School of Public Policy de la Central European University.
Es miembro del Global Future Council on Financial and Monetary Systems periodo 2018-2019.

## Actividad privada
Cercano al exministro de Hacienda Andrés Velasco, fue uno de sus asesores durante su campaña presidencial y su socio, junto a Luis Felipe Céspedes (exministro de Economía de Bachelet) y Alberto Etchegaray (ex superintendente de Valores y Seguros) en la oficina de asesoría económica y financiera llamada SCL Partners.

## Reconocimientos
En 2011 fue nominado Young Global Leader del Foro Económico Mundial; en 2009 fue nombrado por el Banco Interamericano de Desarrollo y el Américas Business Council como miembro de una nueva generación de líderes en América; en 2008 por la revista Poder como uno de los líderes del país, y en 2006, fue seleccionado por el diario el Mercurio como uno de los líderes más importantes bajo 35 años.

## Documentos
- Responsabilidad Fiscal en Chile: Propuestas para Seguir Avanzando con Jorge Rodríguez (Cieplan) y Andrés Velasco.
- Occupation and Industrial Mobility in the United States 1969-93 con Asena Caner y Edward N. Wolff (2005).
- Singapore`s Unique Monetary Policy: How Does It Work? IMF Working Paper No. 04/10 2004.
- Inflation Targeting in Dollarized Economies IMF Working Paper No. 06/157 con Leonardo Leiderman y Rodolfo Maino 2006.
- Housing Finance in Chile: Instruments, Actors, and Policies IDB Working Paper No. IDB-WP-312 con Alejandro Micco, Bernardita Piedrabuena, y Alessandro Rebucci.
- Pricing Policies and Inflation Inertia IMF Working Paper No. 03/87 con Luis Felipe Céspedes y Michael Kumhof.
- Fiscal Rules and the Management of Natural Resource Revenues: The Case of Chile Annual Review of Resource Economics, Vol. 6, Issue 1, pp. 105-132, 2014 con Luis Felipe Céspedes y Andrés Velasco.
- Optimal Interest Rate Policy in a Small Open Economy NBER Working Paper No. w8721 2002 con Andrés Velasco.